# 伊東涼涼夏
伊東涼涼夏（日语：／ Itō Suzuka，1993年5月29日—），日本前寫真偶像。於千葉縣出身。所屬事務所為「Aquas娛樂」（アクアス・エンターテインメント）。

## 生平
2011年12月，伊東憑着《頂級純真》（純無垢プレミアム）一作出道成为寫真偶像。2012年6月29日，伊東推出寫真DVD《快乐之心》（Happy Heart），並在當中部分場景以身穿女仆装的姿態登場。8月17日，她在東京都拍攝的寫真DVD《戀少女 H》（恋少女 H）面世。她的寫真DVD《涼涼夏之水滴 在沖繩大膽露背》（涼々夏のしずく 沖縄で大胆背面ヌード）在12月21日開售，這部作品收錄了她不以任何衣物遮擋背部的樣子。
伊東在2013年推出了《續·高危蘿莉塔》（続･ハイリスクロリータ）、《裸臀》（お尻ヌード）、《涼涼夏的秘密》（涼々夏の秘密）等寫真DVD作品。
2014年2月21日，伊東的寫真DVD《太漂亮了 令人心動》（プリティ きゅんきゅん）正式公開，她在此作的部分場景中以身穿露背女僕裝、丁字褲、競賽泳衣的姿態登場。4月18日，她推出自己第13部寫真DVD《涼涼夏的誠·心·款·待》（涼々夏のお・も・て・な・し）。她的引退作《铃兰～伊東涼涼夏 引退作～》（すずらん～伊東涼々夏・引退作～）在11月21日開售。她在出席是作的發售紀念活動時表示，寫真偶像這份工作雖有時會令自己面對難受的事（比如要一邊忍受寒冷一邊在泳池內取景），但卻能帶給自己不一樣的經歷，令自己可以親遊以前沒機會去的地方。

## 外部連結
- すずかのふんわりDiary （页面存档备份，存于）（日語）